# Carex tovarensis
Carex tovarensis är en halvgräsart som beskrevs av Anton Albert Reznicek och Gerald A. Wheeler. Carex tovarensis ingår i släktet starrar, och familjen halvgräs. Inga underarter finns listade i Catalogue of Life.